# حاتم بالرابح
حاتم بالرابح هو ممثل ومسرحي تونسي اشتهر بدوره في المسلسل التونسي الخطاب عالباب، بالإضافة إلى المشاركة في العديد من المسلسلات التونسية وبعض الأفلام السينمائية التونسية كما له عدد من الأعمال المسرحية وكان قد سافر لليونان واشتغل أستاذ مسرح لكنه تعرض إلى حادث مرور خطير جعله يعود للعلاج في تونس.

## أعماله

### الأفلام
- 1994 : صمت القصور لمفيدة التلاتلي بدور سليم
- 1996 : صيف حلق الوادي لفريد بوغدير بدور سالفادور
- 2004 : رقصة الريح لالطيب الوحيشي
- 2018 : متشابهون لالحبيب المستيري

### المسلسلات
- 1990 : حكم الأيام لعبد القادر الجربي وفرج سلامة وصلاح الدين شلبي بدور لطفي
- 1992 : ليام كيف الريح لصلاح الدين الصيد بدور حسين
- 1994-1993 : أبطال عاديون (مسلسل فرنسي): بائع سيخ
- 1997 : الخطاب على الباب (الموسم 2) لصلاح الدين الصيد بدور إلياس
- 2000 : يازهرة في خيالي لعبد القادر الجربي ومصطفى العدواني بدور جلال
- 2010 : من أيام مليحة لعبد القادر الجربي وعبد القادر بلحاج نصر

## وفاته
```
توفي حاتم يوم الجمعة 
16 نوفمبر
 
2018م
، بعد تعكر صحته". عن عمر ناهز 47 عامًا، بالتزامن مع انعقاد الدورة التاسعة والعشرين من 
مهرجان أيام قرطاج السينمائي
.
[
2
]
```

## روابط خارجية
- حاتم بالرابح على موقع IMDb (الإنجليزية)
- حاتم بالرابح على موقع قاعدة بيانات الأفلام العربية